# متحف ليبيا
متحف ليبيا، (بالإنجليزية: Museum of Libya)‏، هو متحف تربوي تعليمي، تم فيه تركيز منظومة العرض، على استعمال كل الحواس السمعية، والبصرية، والحسية. هذا المتحف ليس كالمتاحف التقليدية الأخرى مثل متحف السرايا الحمراء".
واختير موقع المتحف في قصر الشعب التاريخي بوسط طرابلس بحدائقه الكبيرة وتصميماته الفريدة ليضفي المزيد من الجاذبية على المعروضات.
وبنى قصر الشعب مهندس إيطالي من ميلانو يدعى شاول ميرافيليا مانتيجازا بين عامي 1924 و1939. وكان الهدف من بنائه هو ان يكون مقر الحاكم الإيطالي في ليبيا. وتأمل السلطات الآن ان يجتذب تاريخ المكان الزوار أصحاب الاهتمامات المختلفة.
ويجد عشاق التاريخ فرصة لمشاهدة قطع أثرية من عصور ما قبل التاريخ والحضارات الفينيقية والاغريقية وصولا إلى آثار الامبراطورية الرومانية.
وبالإضافة إلى التماثيل القديمة سيتمكن الزوار من استعراض خرائط تفاعلية ومشاهدة أفلام عن فصول مختلفة من تاريخ ليبيا.
وبامكان السائح التعرف على كل هذه المواقع المهمة أو المدن.. وبامكانه التعرف على كل الفترات التاريخية وكل الأزمنة التي مرت بالمدن التاريخية الليبية والمواقع عن طريق هذا المتحف الذي يعتبر بوابة الدخول إلى ليبيا."

## نبذة عن متحف ليبيا
ضمن مشاهد امتزج فيها التاريخ الليبي بكامل فصوله وأحداثه، مع أحدث التقنيات المتطورة بتوظيفاتها المختلفة، ثم افتتاح بمبنى قصر الشعب سابقاً متحف ليبيا، أحد أندر المتاحف على مستوى العالم من خلال توظيف التكنولوجيا مع التراث الثقافي، وفق مفهوم التعليم من خلال الترفيه، عبر جولات العالم الافتراضي، وتكنولوجيا أنظمة العرض ثلاثي الأبعاد، لاختزال المادة المرئية والمقروءة، وإعادة صياغتها وتقديمها للمتلقي في صورة معلومة تتسم بالتشويق.
ويشتمل المبنى البالغة مساحته 1500 متر مربع، على 17 قاعة للعرض تتوزع تواريخها مابين حضارات ماقبل التاريخ إلى العصر الحالي مروراً بالحضارات الفينيقية، والإغريقية، والرومانية، والتراث التارقي، والتراث الفني غير المادي، والفن الليبي المعاصر، وقاعة مخصصة لعروض العمارة المحلية، وقاعة الأمثال الشعبية، وقاعة الابتكارات والاختراعات، كما زود المتحف بتقنيات العروض والصوت والضوء والشرح المعلق على الأسقف والجدران، وزودت القاعات بأنظمة وتقنيات حديثة، من بينها شاشات عرض المواقع الأثرية، بواسطة أنظمة العرض ثلاثي الأبعاد عالية الدقة في إطار من الواقعية للجولات التخيلية، التي تضفي واقعاً افتراضياً للاطلاع على المواقع الأثرية بشكل يفوق الوصف، كما تم توزيع مخططات على أرضيات القاعات تشمل خرائط لمدن لبدة، وصبراتة، وشحات، بكامل معالمها.
وسط جولات عبر العالم الافتراضي، تمتزج فيها آخر التقنيات الحديثة لتحاكي تاريخاً يمتد إلى آلاف السنين، باستخدام وتوظيف منظومات الصوت والضوء بما يعرف بنظام البانوراما لأول مرة في ليبيا، الذي أختير له مبنى قصر الشعب، أو قصر «بالبو» المشيد في فترة ثلاثينيات القرن المنصرم.. وفق تصميم المهندس المعماري الإيطالي «سول ميرافاليا مانتسغاستا» الذي اختار له الطراز المعماري الأندلسي، فالمبنى بتصميمه الرائع يحتوي على كافة عناصر المعمار الإسلامي من القباب والعناصر الزخرفية، والأقواس المعقودة، والأروقة، والصحن الداخلي الذي تتوسطه نوافير المياه، فضلاً عن الحديقة الواسعة بنوافيرها وأروقتها الرائعة.

## جولة داخل متحف ليبيا

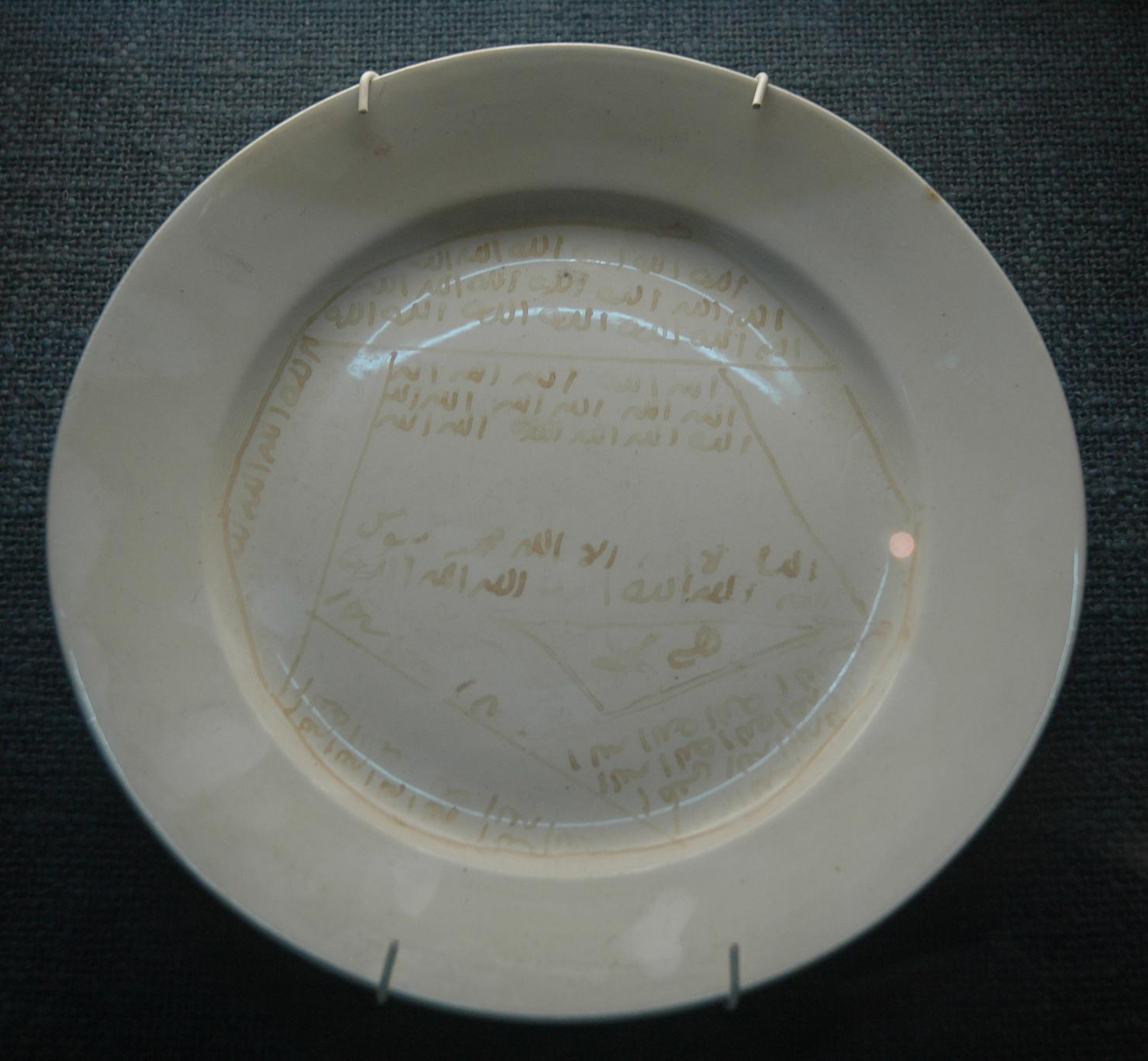
صحن ليبي

لايرتكز متحف ليبيا بصورة كبيرة على القطع الأثرية كما في متحف السرايا الحمراء، حيث لاتتعدى المعروضات الأثرية بمتحف ليبيا الوطني 30 قطعة، تتوزع تواريخها مابين فترات ماقبل التاريخ، مروراً بالحضارات الفينيقية، واليونانية، والرومانية، تم إحضارها من مخازن مدن لبدة، وصبراتة، وشحات، وجرمة، ومخازن السرايا الحمراء، وعرضها كنماذج تعبر عن فسيفساء الحضارات وتنوع الثقافات السائدة خلال مراحل تاريخية مختلفة.
تبدأ عروض متحف ليبيا لدى ولوج الزائر من المدخل الرئيس الذي وزعت على جنباته تماثيل تصور شابين يمسكان بالرماح ويرتديان خوذة على شكل بيضاوي هما «الديسيكوري»، كاسترو وبولكس أبناء زيوس من ليدا، حماة المراكب والملاحين.
وتستفتح الجولات عبر قاعات وأروقة الطابق الأرضي لمتحف ليبيا بقاعة الأمثال الليبية، التي تمنح الزوار فرص الإطلاع على بعض من ملامح ثقافة المجتمع الليبي، تليها قاعة ماقبل التاريخية تضم نماذج من الأدوات الحجرية، وشواهد القبور، ومطاحن حجرية لطحن الحبوب، وأخرى لطحن الحجارة لاستخراج الألوان المستخدمة في تلوين الأعمال الفنية التي تزين اليوم كهوف الصحراء الليبية، وأدوات صيد، وعرض ضوئي للأجواء السائدة خلال تلك المراحل، وفي تسلسل زمني ترتقي معروضات المتحف إلى العصر الإغريقي وسط عروض قاعة شحات المتضمنة لأبرز آثار الحضارة الليبية في العصر اليوناني، ومن أبرز تلك الآثار واللقى يظهر تمثال المؤلهة «برسيفوني» زوجة هاديس مؤله العالم السفلي، كاشفة عن وجهها، وهو يعد أحد أندر التماثيل التي تصور هذه المؤلهة سافرة الوجه.
وعند شواهد من مدينة صبراتة الأثرية، يقف الزائر عند مرحلة العصر البونيقي، أو الفينيقي، حيث تتناثر تماثيل الأمبراطور الروماني «ماركوس أوروليوس»، وتيتيوس، ورموز الآلهة الليبية «تانيت» التي كانت تزين شواهد القبور في العصر الفينيقي، إلى مفردات مدينة لبدة «رائعة الشمال الأفريقي» تأخدنا القاعة الخامسة التي تعرض نماذج من تماثيل ومنحوتات المؤلهة «افروديت» ربة الجمال حسب الميثولوجيا الرومانية، إلى جانب نحت ضخم يصور إلهة البحر «أمفتريت» تحيط بها الدلافين، جلبت من بازيليكا «سيفيروس» بلبدة، فضلاً عن لوحة «فرسكو» أطلق عليها «لوحة الفيلسوف» تم إحضارها من مدينة لبدة.
وقسم الطابق العلوي إلى 11 قاعة تتضمن مشاهد وعروضاً ضوئية لمفردات الصحراء الطبيعية، وأخرى تعرض فنون العمارة المحلية، للمدن الجبلية والصحراوية، والساحلية، وعبر ممر صغير يلج الزائر إلى قاعة تراث الشعب، وعبرها إلى قاعة الموسيقى والطرب الليبي، التي تفصلها عن باقي العرض قاعة فسيحة للمؤتمرات، كما أختيرت مجموعة من الأعمال الفنية لشباب ليبيين لعروض قاعة الفن المعاصر، التي تجاورها قاعة السجاد التقليدي، وعبر ردهة صغيرة يمر الزائر إلى القاعة ماقبل الأخيرة المتضمنة لعروض الابتكارات والاختراعات، وأخيراً يقف المتجول في نظرة استشرافية للمستقبل عبر مجسمات للمشاريع السياحية الجاري تنفيذها في ليبيا.

## الخرائط الناطقة.. وجولات العالم الإفتراضي.. وأنظمة الصوت والضوء
وبين كل المعروضات يقف الزائر على أرضية من الخرائط الناطقة التي ما إن يقف عليها المتجول حتى تنفرد أمامه شاشة تحدد موقع المعلم الأثري، والمعلومات التاريخية والهندسية وماهيته، رفقة عروض مرئية، وشاشات العرض الثلاثي الأبعاد، فضلاً عن عروض تحاكي مظاهر الحياة اليومية في مراحل تاريخية متعاقبة، بمؤثرات بصرية وسمعية تضفي على العروض مساحة من التشويق والإثارة، وفق مفهوم التعليم من خلال الترفيه..